# La morte (non esiste più)
La morte (non esiste più) è un brano musicale del gruppo musicale italiano Baustelle, pubblicato il 28 dicembre 2012 ed estratto come primo singolo dall'album Fantasma.

## Il brano
Il brano anticipa di circa un mese la pubblicazione di Fantasma, sesto album in studio della band toscana, prevista per il 29 gennaio 2013.
Sia il testo che la musica sono stati scritti da Francesco Bianconi che spiega: «È una canzone in cui il protagonista trova conforto in una visione pura, quasi ultraterrena, dell'amore. E che in questo modo riesce ad allontanare, almeno in alcuni momenti dei giorni che gli restano da vivere, la paura della morte. È una canzone sul passare del tempo tema che lega tra loro le canzoni di questo disco».
La canzone cita quasi testualmente la poesia di Giacomo Leopardi La ginestra o il fiore del deserto: "Come la ginestra nata sulla pietra lavica".

## Il video
Il videoclip del brano viene diffuso l'8 gennaio 2013 per la regia di Cosimo Alemà. Il video viene pubblicato in anteprima esclusiva sul sito del Corriere della Sera il 7 gennaio 2013.

## Tracce
Download digitale
1. La morte (non esiste più) - 4:24

## Formazione

### Gruppo
- Francesco Bianconi - testo, voce, pianoforte
- Rachele Bastreghi - organo, voce
- Claudio Brasini - chitarra elettrica

### Altri musicisti
- Alessandro Maiorino - basso
- Paolo Inserra - batteria
- Ettore Bianconi - mellotron
- Sebastiano De Gennaro - campane tubolari
- Mirco Rubegni - tromba
- Enrico Gabrielli - sassofono tenore
- Marco Tagliola - sonagli

### Orchestra
- The Film Harmony Orchestra arrangiata da Enrico Gabrielli e Francesco Bianconi